# Église Saint-Myron
L'église Saint-Myron (grec moderne : Εκκλησία Αγίου Μύρωνα) est une église orthodoxe byzantine située dans le village d'Ágios Mýron, sur l'île de Crète, en Grèce. Elle est dédiée au saint local, Myron de Crète (el),, évêque de Gortyne (de) au cours du IVe siècle.
L'église est située au centre du village. À l'origine, ce bâtiment est le site de la basilique paléochrétienne de la ville de Rhaukos (en), vers la fin de l'Antiquité. Au cours de la deuxième période de domination byzantine de la Crète, plus précisément entre le XIe et le XIIe siècle, elle est convertie en une église cruciforme à trois ailes, avec une coupole au milieu de son plan en forme de croix. À l'extrémité ouest de l'église, au niveau de l'entrée, un clocher de grande taille et de style très différent est ajouté postérieurement,.
L'église contient le tombeau de Saint Myron et son icône, considérée comme miraculeuse, datant du XVIe siècle. L'église célèbre sa fête annuelle le 8 août.